# Хоум (остров)
Хоум (англ. Home Island) — один из двух постоянно обитаемых островов южного атолла , который состоит всего из 26 островов, Кокосовых островов, австралийской заморской территории в центрально-восточной части Индийского океана. Площадь — 0,95 км². Население — 466 человек, кокосовые малайцы, которые живут в поселении Бантам.

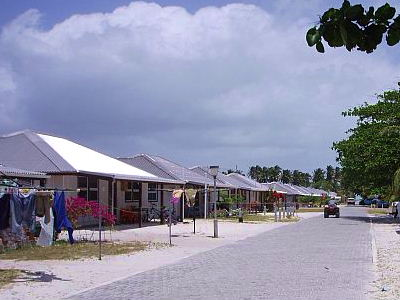